# Liste des cardinaux créés par Lucius III
Le pape Lucius III (1181-1185) a créé 17 cardinaux dans 5 consistoires.

## Décembre1181
- Pedro de Cardona, archevêque de Tolède.

## Début de1182
- Uberto Allucingoli, neveu du pape
- Ugo Etherianus

## Mi1182
- Andrea Boboni
- Ottaviano
- Gerardo
- Soffredo
- Albino

## Décembre1182
- Pandolfo Masca

## 6 mars1185
- Melior
- Adelardo Cattaneo
- Raniero
- Simeone Paltinieri
- Giovanni
- Rolando, O.S.B., évêque de Dol
- Pietro Diana, prévôt de S. Antonino, Plaisance
- Ridolfo Nigelli